# ガラスの観覧車
「ガラスの観覧車」（ガラスのかんらんしゃ）は、1987年7月21日に発売された、石野真子の通算20枚目のシングル。

## 解説
- 石野が出演した映画『ハチ公物語』の主題歌のカバー（映画主題歌版は林哲司が歌唱）。

- 2008年3月26日に発売された歌手デビュー30周年記念CD-BOX『Mako Pack -Premium- 30th Anniversary Special Edition』に、シングルEPのA・B面曲が共に最新デジタル・リマスタリング音源で収録された。

## 収録曲
1. ガラスの観覧車 [4:31]
作詞：売野雅勇／作曲：林哲司／編曲：新川博
2. 海色のパセティック [3:48]
作詞：原真弓／作曲：林哲司／編曲：新川博

## 関連作品
- GOLDEN☆BEST 石野真子
- Mako Pack -Premium- 30th Anniversary Special Edition